# Adula-Alpen
De Adula-Alpen zijn een westelijke Alpengebergtegroep, het deel van de Lepontische Alpen van de Lukmanierpas tot de San Bernardinopas. Ze liggen in de Zwitserse kantons Ticino en Graubünden. De groep zelf, en de grenzen zijn soms voorwerp van discussie.
De hoogste top is de Rheinwaldhorn (3.402 meter), die in het Italiaans de Adula wordt genoemd, waaraan het gebergte zijn naam ontleent.
De belangrijkste valleien zijn de Val Sumvitg, Lumnesia, Safiental en Heinzenberg in het noordelijk deel, en Val Malvaglia, die uitmondt in de lagere Valle di Blenio in het zuidwesten, en de Val Calanca in het zuiden.

## Locatie en gebied
Het gebied wordt begrensd (met de klok mee vanuit het noorden) door de Glarner Alpen, in het oosten door de Plessur-Alpen en de Plattagroep, in het zuiden door de Tambogroep, in het zuidwesten door de Tessiner Alpen en in het westen door de Gotthardgroep. 
Men kan ook de noordergrens definiëren als de vallei van de Voor-Rijn (de Surselva), de noordoostelijke grens de vallei van de Achter-Rijn, de zuidoostelijke grens de vallei van de Moesa (Valle Mesolcina), de zuidwestelijke grens de vallei van de Brenno (Valle di Blenio), de oostelijke grens door de Brenno del Lucomagno, de Froda en de Medelser Rhein (Val Medel).
Woonkernen die het gebied afzomen zijn Ilanz, Bonaduz, Thusis, Andeer, Splügen, Hinterrhein, San Bernardino, Mesocco (Misox), Roveredo, Arbedo, Osogna, Biasca, Malvaglia, Olivone, Disentis en Trun (Truns).

## Bergtoppen
- Rheinwaldhorn (3.402 m)
- Güferhorn (3.379 m)
- Grauhorn (3.260 m)
- Läntahorn (3.237 m)
- Piz Medel (3.210 m)
- Piz Cristallina (3.128 m)
- Scopí (3.190 m)
- Cima di Camadra (3.172 m)
- Cima Rossa (3.161 m)
- Zapporthorn (3.152 m)
- Piz Terri (3.149 m)
- Fanellhorn (3.124 m)
- Bruschghorn (3.056 m)
- Plattenberg (3.041 m)
- Alperschällihorn (3.038 m)
- Piz Beverin (2.998 m)
- Teurihorn (2.972 m)
- Piz Tomül (2.954 m)

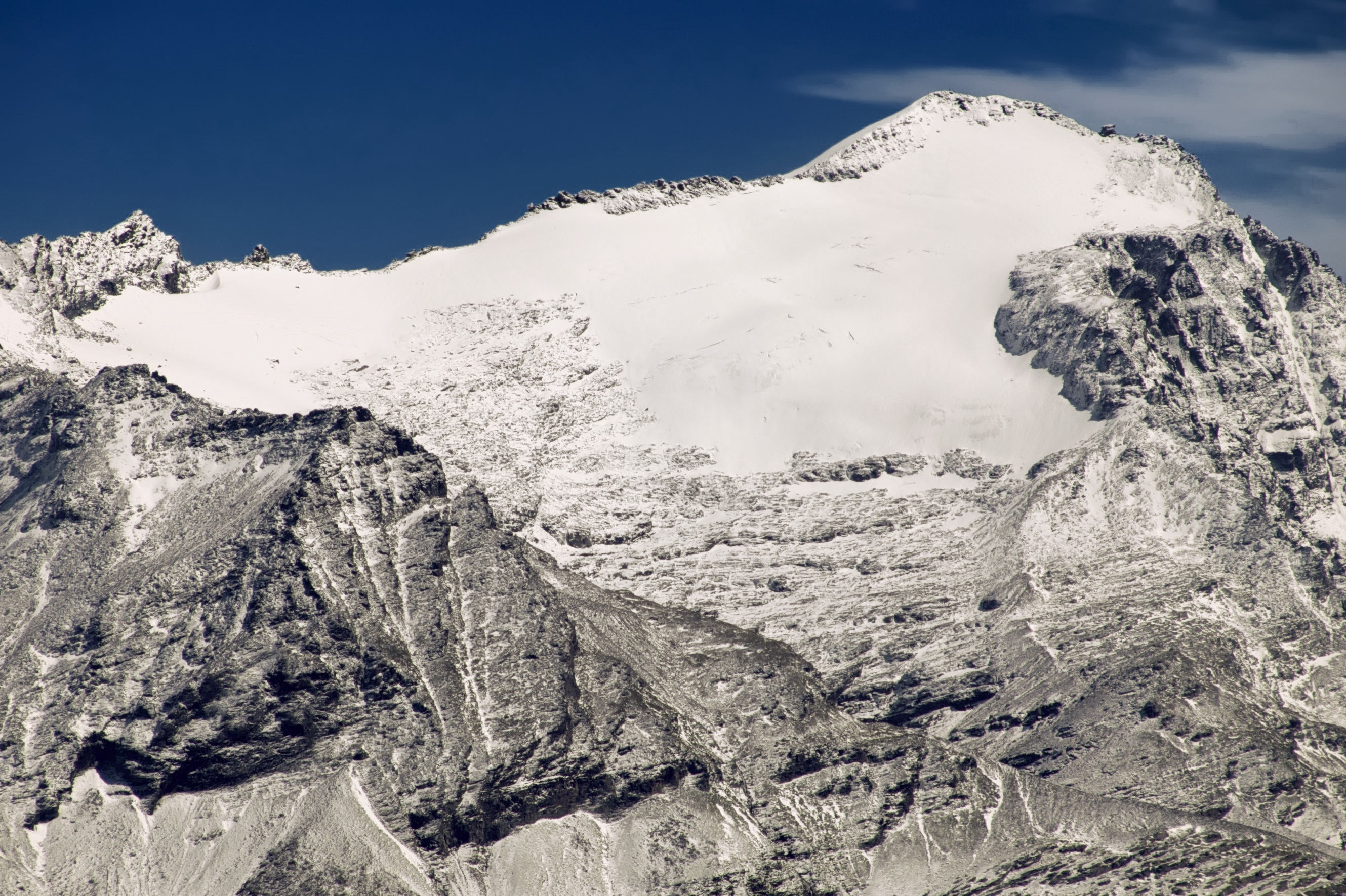
Rheinwaldhorn

- Torrone Alto (Torent Alto) (2.948 m)
- Piz Fess (2.881 m)
- Piz Nadéls (2.788 m)
- Pizzo di Claro (2.727 m)
- Cima de Nomnom (2.633 m)